# Judo na Igrzyskach Ameryki Południowej 1978
Turniej judo na igrzyskach Ameryki Południowej odbył się w listopadzie 1978 roku w La Paz.

## Klasyfikacja medalowa
Gospodarz zawodów został zaznaczony kolorem.
| Miejsce | Państwo   |   |   |   | Razem |
| ------- | --------- | - | - | - | ----- |
| 1       | Argentyna | 7 | 0 | 0 | 7     |
| 2       | Ekwador   | 1 | 0 | 1 | 2     |
| 3       | Boliwia   | 0 | 5 | 0 | 5     |
| 4       | Chile     | 0 | 3 | 2 | 5     |
| 5       | Urugwaj   | 0 | 0 | 2 | 2     |
| Razem   | Razem     | 8 | 8 | 5 | 21    |

## Medaliści

### Mężczyźni
| Konkurencja: | Złoto:                | Srebro:         | Brąz:              |
| −60kg        | Juan Carlos Rodríguez | Rene Jaldin     | Marcelo Eastman    |
| −65kg        | Omar Abdala           | Edgar Claure    | Jhonny MacKay      |
| −71kg        | Roberto Lagman        | Jorge Mengoa    | ----               |
| −78kg        | Raúl Campello         | Patricio Ruiz   | Alvaro Ciaspessoni |
| −86kg        | Roberto Erazo         | Leonardo Farfán | Ivan Abarzúa       |
| −95kg        | Luis Jorge Portelli   | Ramón Alderete  | ----               |
| Ponad 95kg   | Julio Abraham         | Edgar Coca      | ----               |
| Open         | Sergio Comornisky     | Ramón Alderete  | Alvaro Ciaspessoni |